# Pablo Garcia (politicus)
Pablo Paras Garcia sr. (Numanjug, 25 september 1925 – 18 augustus 2021) was een Filipijns politicus. 
Garcia was van 1987 tot 1995 lid van het Filipijns Huis van Afgevaardigden namens het 3e kiesdistrict van Cebu. Aansluitend was hij tot 2004 gouverneur van Cebu. Bij de verkiezingen van 2007 werd hij opnieuw gekozen als afgevaardigde. Ditmaal als afgevaardigde namens het 2e kiesdistrict.
Garcia is de vader van Gwendolyn Garcia, die haar vader bij de verkiezingen van 2004 opvolgde als gouverneur van Cebu. Een zoon van Garcia, Pablo John Garcia werd in 2007 gekozen als afgevaardigde namens het 3e kiesdistrict van Cebu.